# Tour de l’Ouest

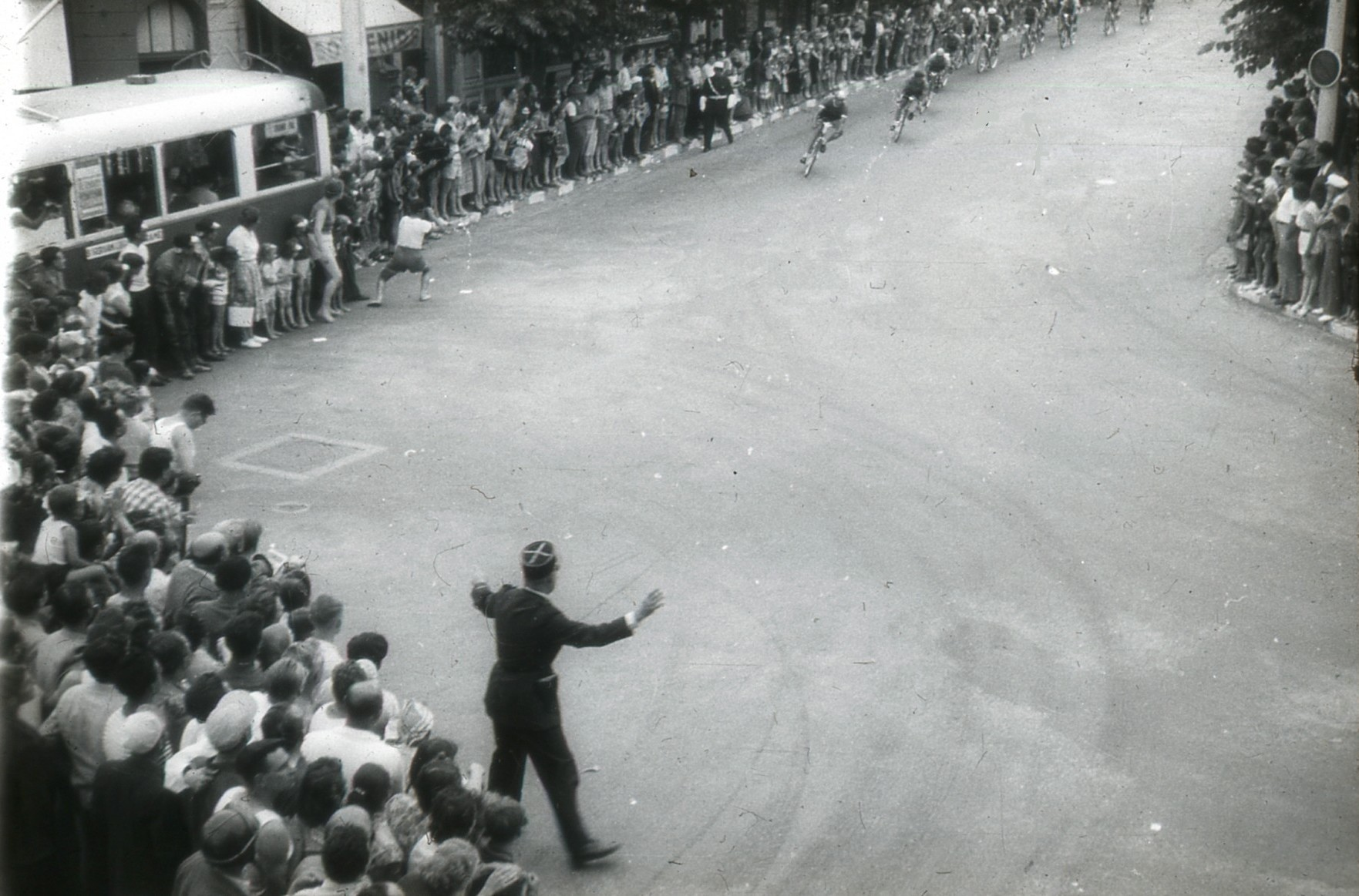
Tour de l’Ouest in Saint-Malo 1958

Das Straßenradrennen Tour de l’Ouest war ein französischer Radsportwettbewerb für Berufsfahrer, der als Etappenrennen von 1931 bis 1959 in der Region Bretagne veranstaltet wurde.

## Geschichte
1931 wurde das Rennen durch die französische Tageszeitung „L’Ouest-Éclair“ begründet und mit einigen Unterbrechungen bis 1959 ausgefahren. Es war ein Rennen für Berufsfahrer und hatte 23 Austragungen. Von 1931 bis 1939 trug das Etappenrennen den Namen Circuit de l’Ouest, danach bis 1959 Tour de l’Ouest. 1939 wurde das Rennen bedingt durch die politische Lage nach der 5. Etappe abgebrochen.

## Palmarès
- 1931  Germain Nicot
- 1932  Émile Joly
- 1933  Romain Maes
- 1934  Robert Wierinckx
- 1935  Robert Tanneveau
- 1936  Albertin Dissaux
- 1937  Jean-Marie Goasmat
- 1938  Paul Rossier
- 1939  Albéric Schotte
- 1940–1945 nicht ausgetragen
- 1946  Pierre Brambilla
- 1947  Édouard Muller
- 1948  Albert Dubuisson
- 1949  Louison Bobet
- 1950  Attilio Redolfi
- 1951  Rik Van Steenbergen
- 1952  Ugo Anzile
- 1953  Bruno Benuzzi
- 1954  André Vlayen
- 1955  Marcel Janssens
- 1956  Francis Pipelin
- 1957  Pierre Gouget
- 1958  Gilbert Scodeller
- 1959  Joseph Morvan